# Phil Ehart
Phillip W. Ehart, mer känd som Phil Ehart, född 4 februari 1950 i Coffeyville, Kansas, är en amerikansk trumslagare som spelar trummor i rockbandet Kansas. Han är även en av låtskrivarna till en av gruppens största hits, "Point of Know Return" och "Play the Game Tonight"